# Róbert Hajšel
Róbert Hajšel (nascido em 28 de março de 1967) é um político eslovaco eleito membro do Parlamento Europeu em 2019.